# 慶州國立公園
慶州国立公園（：／ Gyeongju Gungnip Gongwon */?）是位于大韓民国慶尚北道慶州市的史蹟国立公園。公園面積138.16km2。 1968年12月31日與鷄龍山國立公園、閑麗海上國立公園同時指定。国立公園和历史古迹为重点，以南山、吐含山、断石山、北岳、西岳美丽的自然風景作为背景。新羅時代的各種遺迹遺物、佛教文化財等國寶、古跡、名勝80处聚集在此。公園内分布遺跡分国宝11件、宝物14件、其他遺迹90处。

## 沿革
- 1963年3月28日：史蹟及名勝地第1號指定－佛國寺。
- 1968年12月31日：國立公園指定 (吐含山、南山、大本地區)。
- 1971年11月17日：國立公園追加指定 (西岳、花郎、小金剛、斷石山地區)。
- 1974年12月26日：國立公園追加指定 (龜尾山地區) / 建設部公告第133號。
- 1995年12月：世界文化遺産名錄登載－石窟庵和佛國寺 (聯合國教科文組織)。
- 2000年12月：世界文化遺產名錄登載－慶州歷史遺蹟地區 (聯合國教科文組織)。
- 2008年1月16日：國立公園慶州事務所開所。

## 国宝、古跡、名勝
- 佛国寺

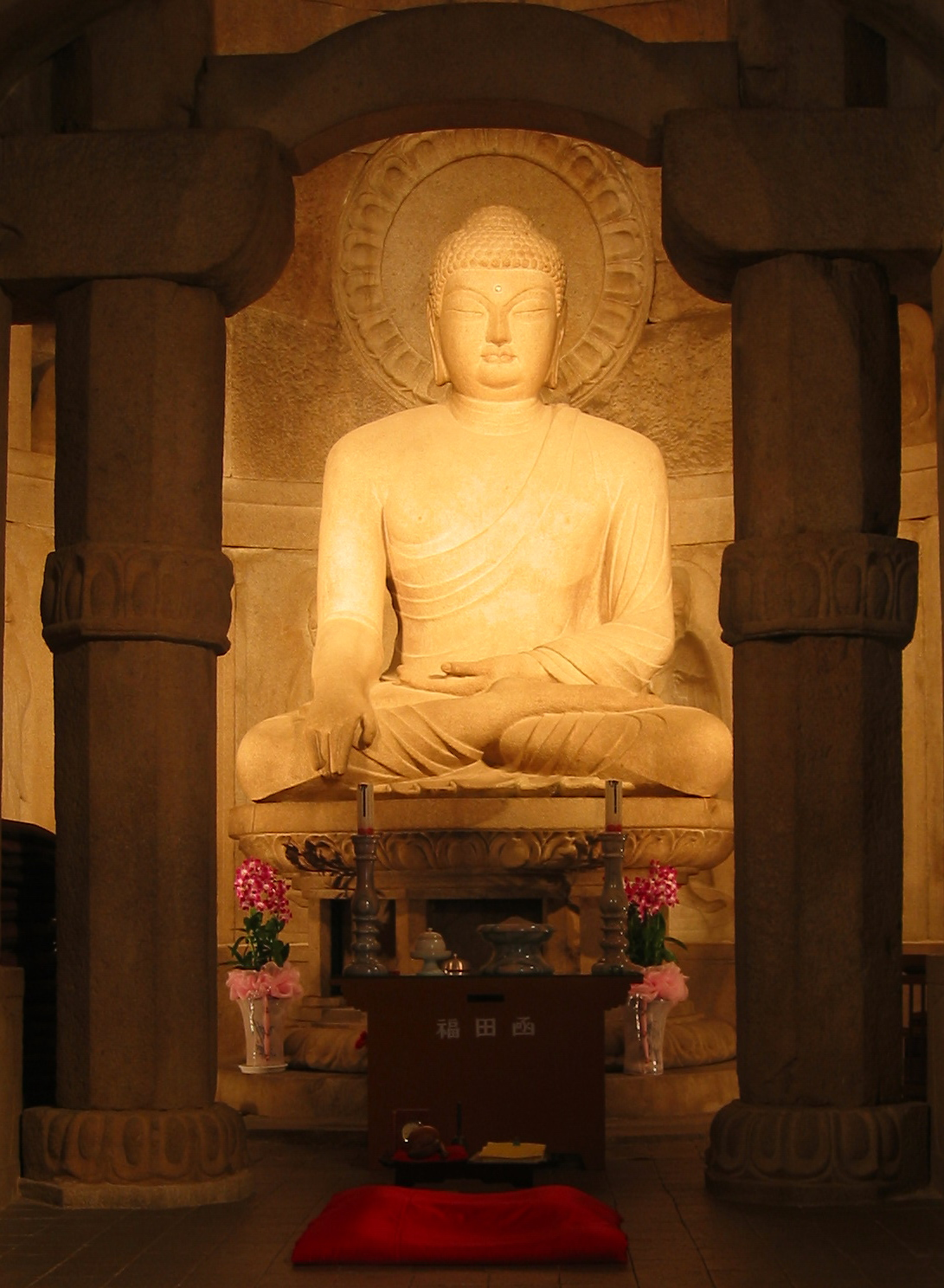
石窟庵
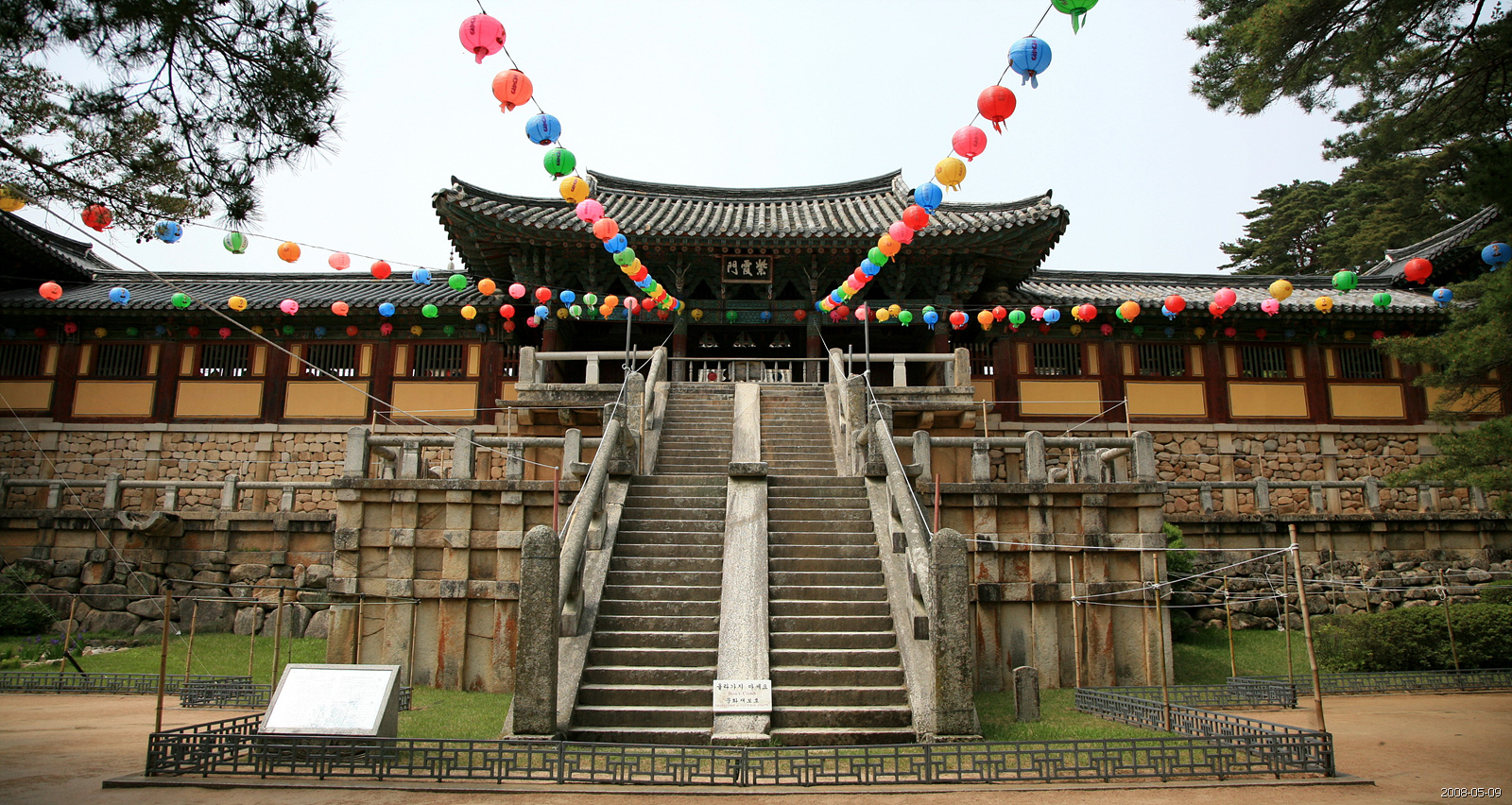
佛國寺
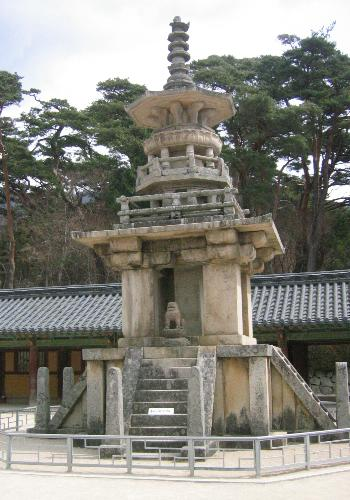
佛國寺多寶塔
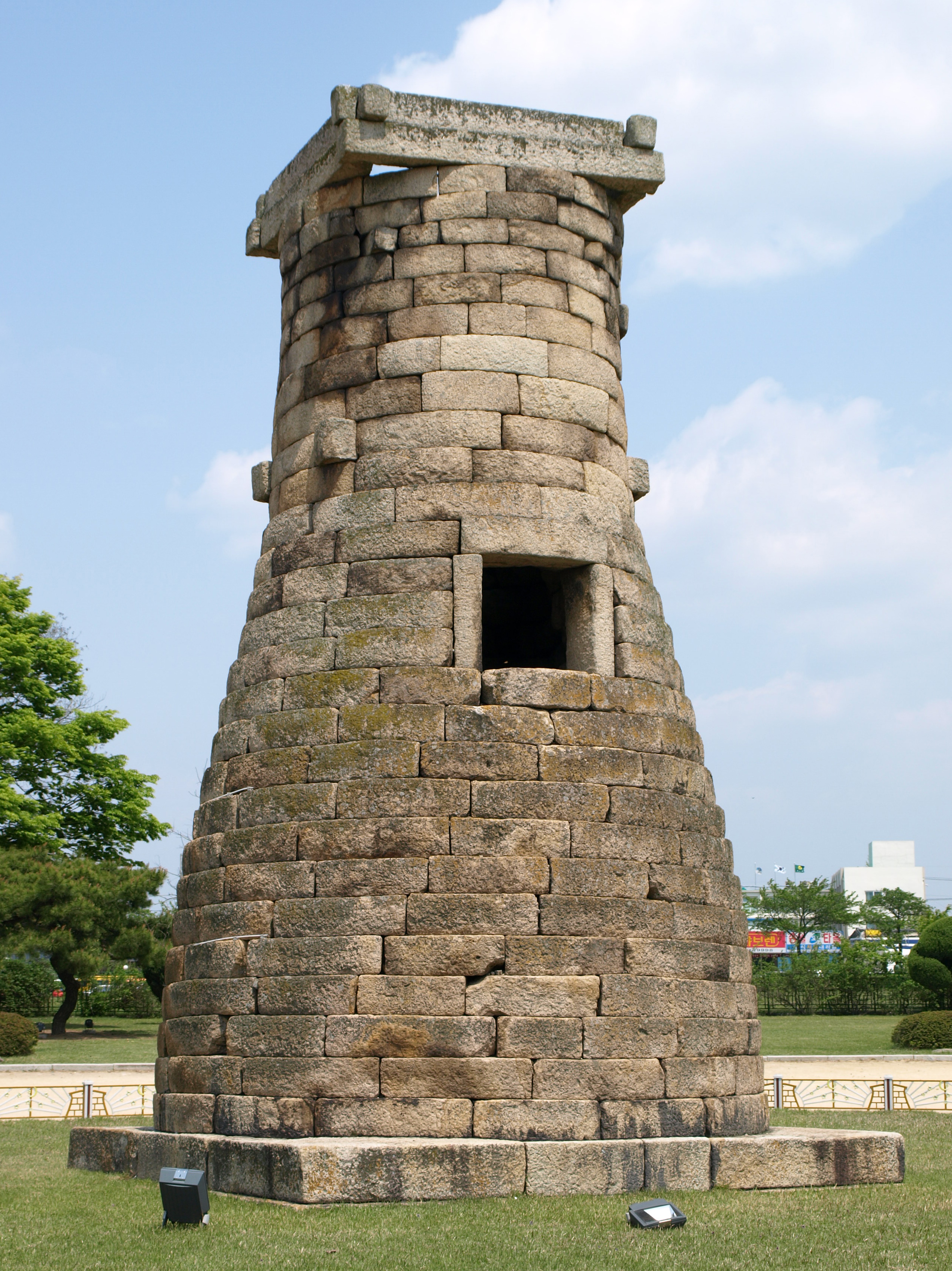
瞻星臺
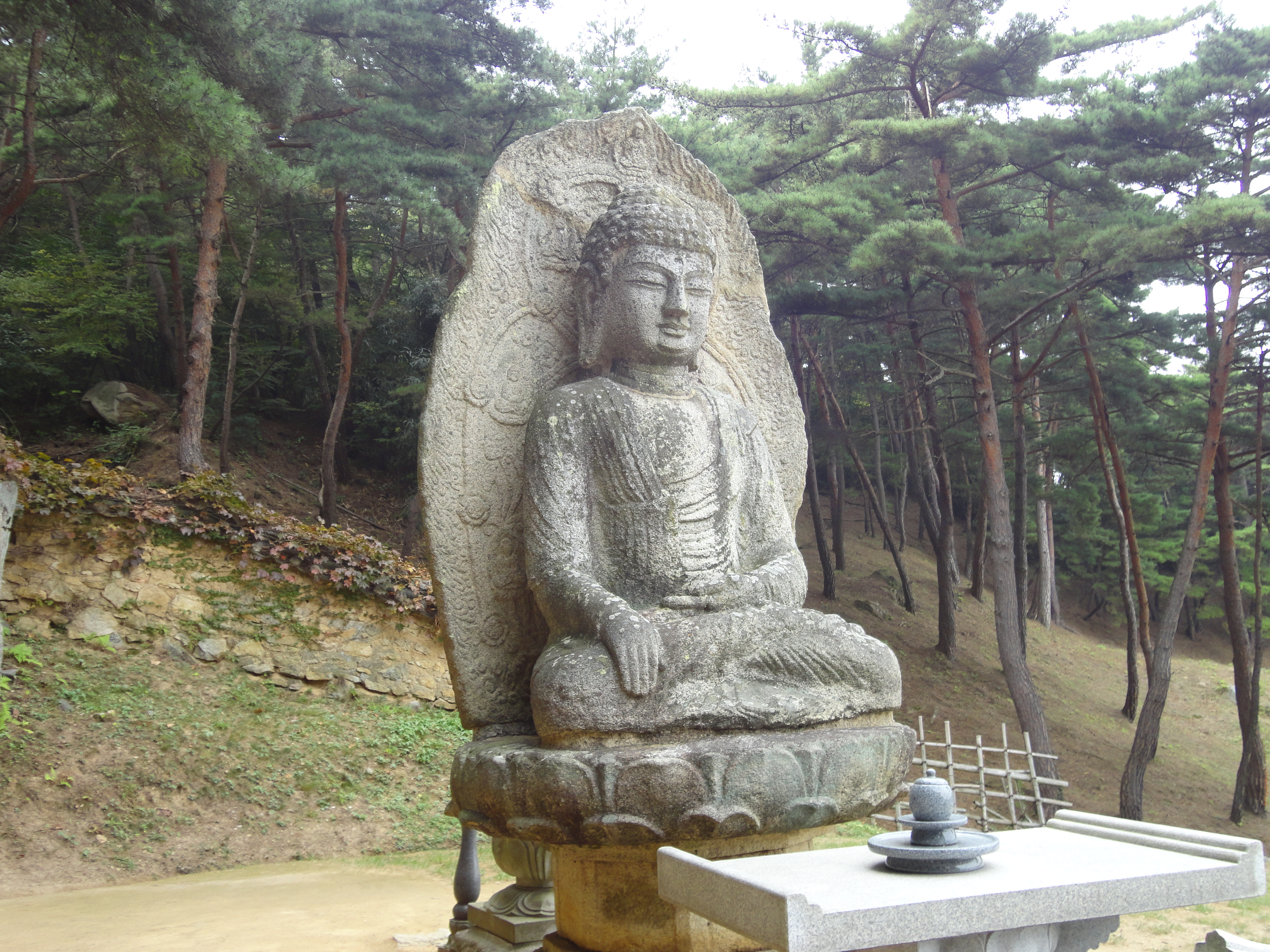
彌勒谷石造如來坐像
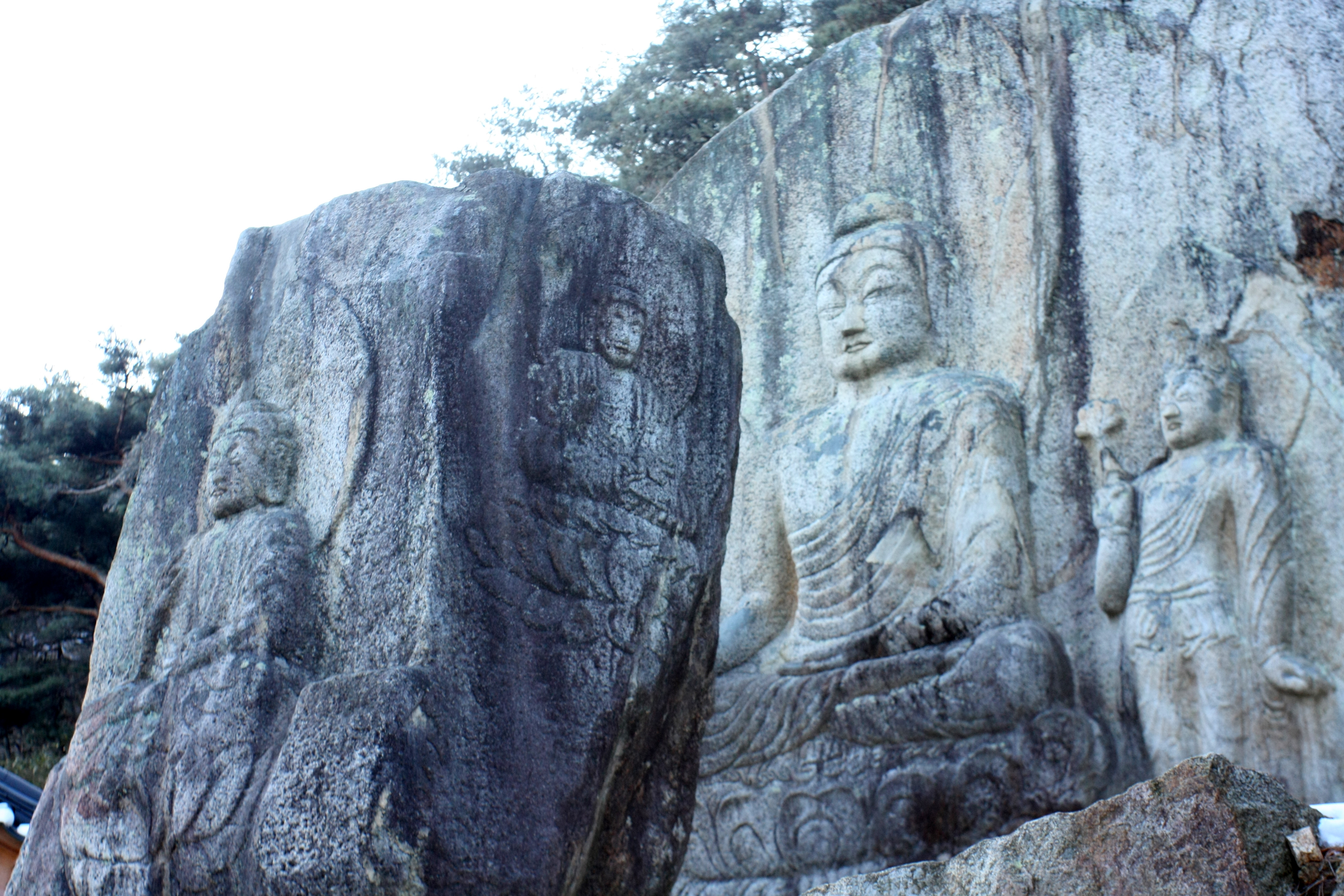
南山七佛庵磨崖佛像群
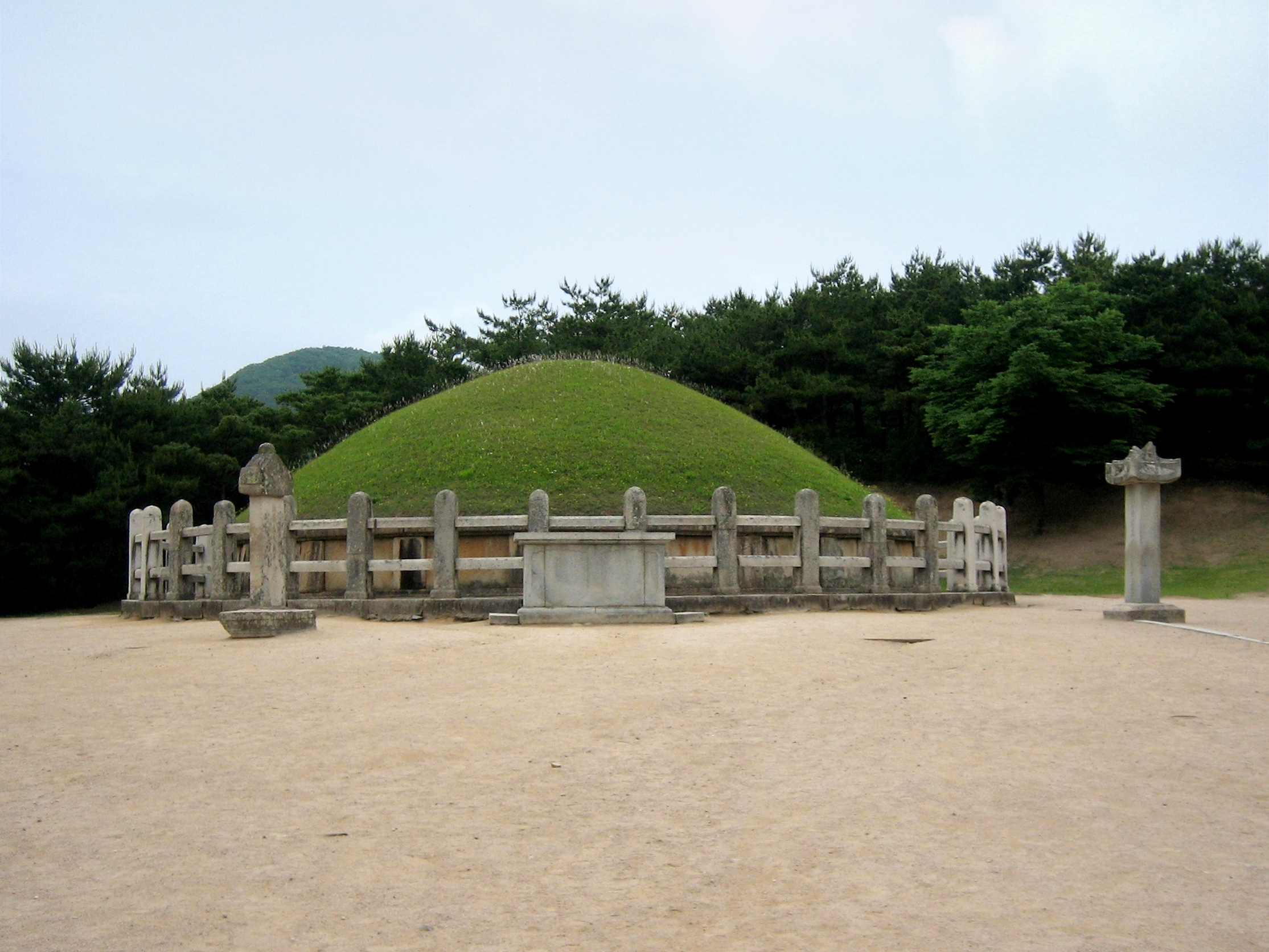
金庾信墓
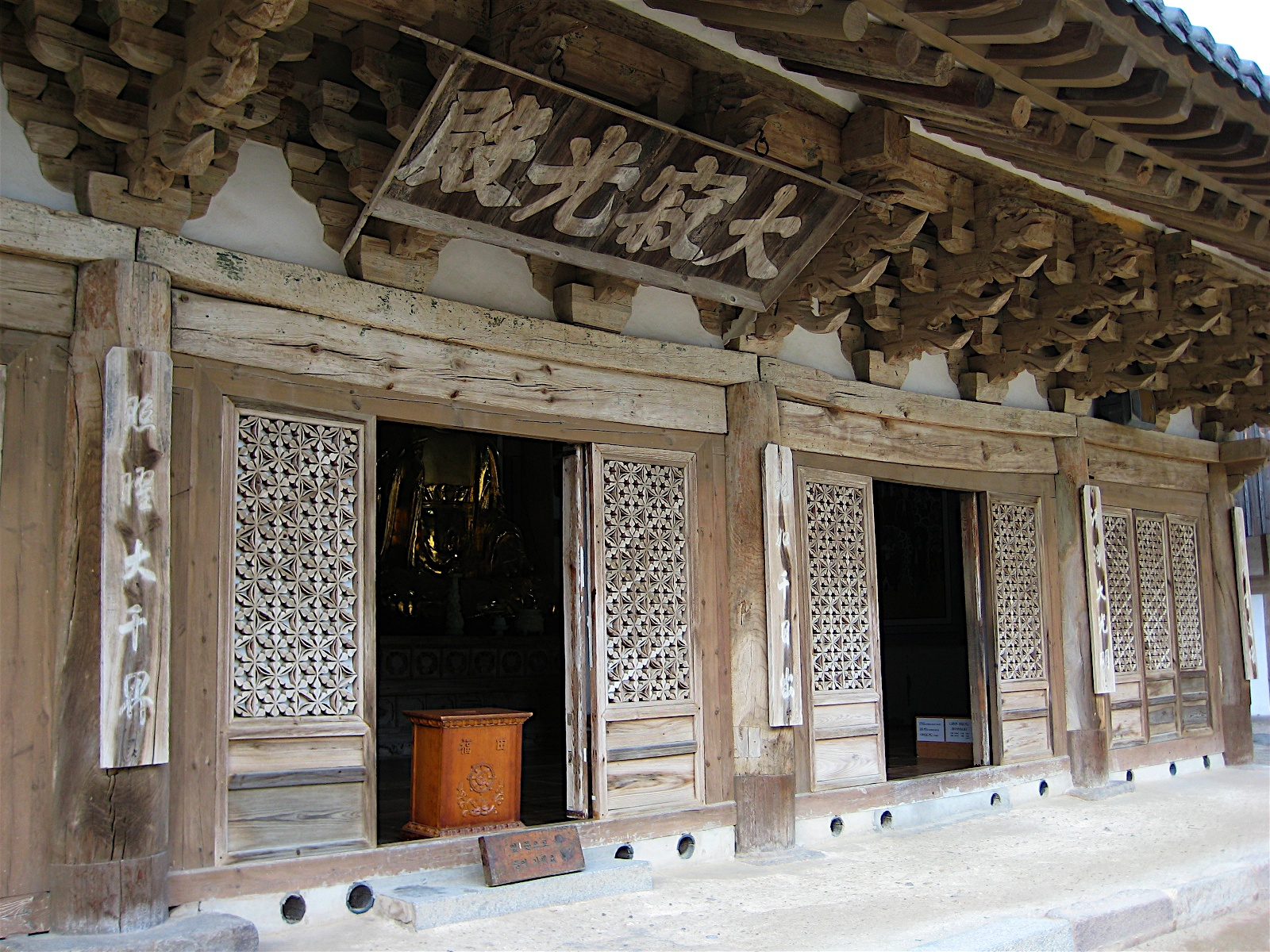
祗林寺大寂光殿
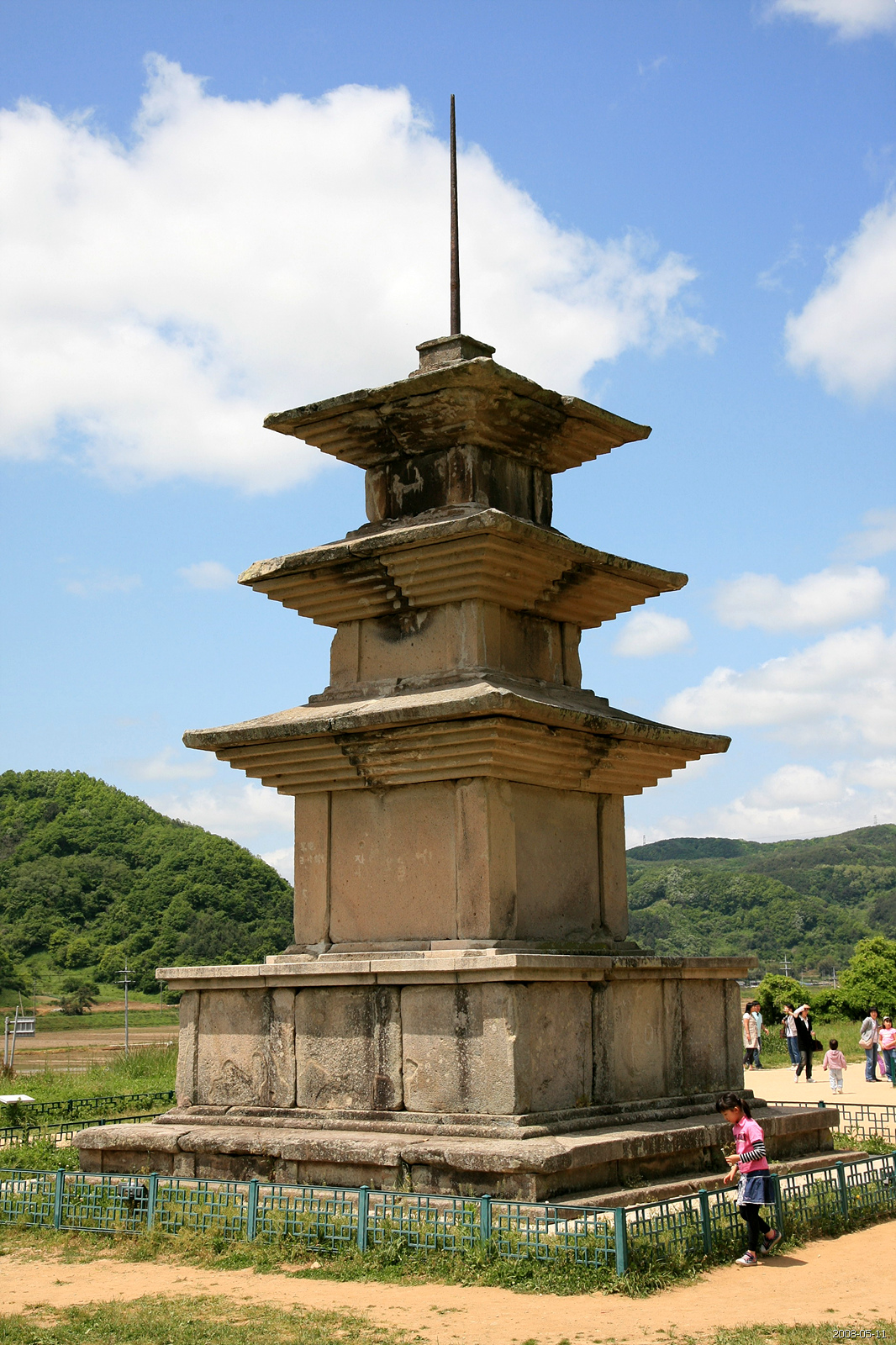
感恩寺址

- 芬皇寺
- 雁鴨池
- 半月城
- 石冰庫
- 鮑石殿
- 大陵苑
- 五陵
- 掛陵

- 石窟庵
- 佛國寺
- 佛國寺多寶塔
- 瞻星臺
- 彌勒谷石造如來坐像
- 南山七佛庵磨崖佛像群
- 金庾信墓
- 祗林寺大寂光殿
- 感恩寺址

## 關聯區域
- 慶尙北道
  - 慶州市普德洞、佛國洞、陽北面